# Diatraea rufescens
Diatraea rufescens is een vlinder van de familie van de grasmotten (Crambidae). De wetenschappelijke naam van deze soort is voor het eerst voorgesteld door Harold Edmund Box in een publicatie uit 1931.
De soort komt voor in Bolivia.